# اچ‌ام‌اس دی۱
اچ‌ام‌اس دی۱ (به انگلیسی: HMS D1) یک زیردریایی بود که طول آن ۱۶۳٫۰ فوت (۴۹٫۷ متر) بود. این زیردریایی در سال ۱۹۰۸ ساخته شد.